# کرونل مارتینز دی هوز
کرونل مارتینز دی هوز (به اسپانیایی: Coronel Martínez de Hoz) یک منطقهٔ مسکونی در آرژانتین است که در بخش د لینکلن واقع شده‌است. کرونل مارتینز دی هوز ۱٬۰۴۱ نفر جمعیت دارد و ۸۲ متر بالاتر از سطح دریا واقع شده‌است.